# 梯度消失问题
梯度消失问题（Vanishing gradient problem）是一种机器学习中的难题，出現在以梯度下降法和反向传播训练人工神經網路的時候。在每次訓練的迭代中，神经网路权重的更新值与误差函数的偏導數成比例，然而在某些情况下，梯度值会几乎消失，使得权重无法得到有效更新，甚至神經網路可能完全无法继续训练。舉個例子來說明問題起因，一個传统的激勵函数如双曲正切函数，其梯度值在 (-1, 1)范围内，反向传播以链式法则来计算梯度。
這樣做的效果，相当于在n層網路中，将n个這些小数字相乘來計算“前端”層的梯度，这就使梯度（误差信号）随着n呈指數遞減，导致前端層的訓練非常緩慢。
反向傳播使研究人員從頭開始訓練監督式深度人工神經網路，最初收效甚微。 1991年賽普·霍克賴特（Hochreiter）的畢業論文正式確認了“梯度消失問題”失敗的原因。梯度消失問題不僅影響多層前饋網絡，還影響循環網路。循環網路是通過將前饋網路深度展開來訓練，在網路處理的輸入序列的每個時間步驟中，都會產生一個新的層。
當所使用的激勵函數之導數可以取較大值時，則可能會遇到相關的梯度爆炸問題（exploding gradient problem）。